# Krzysztof Kacnerski

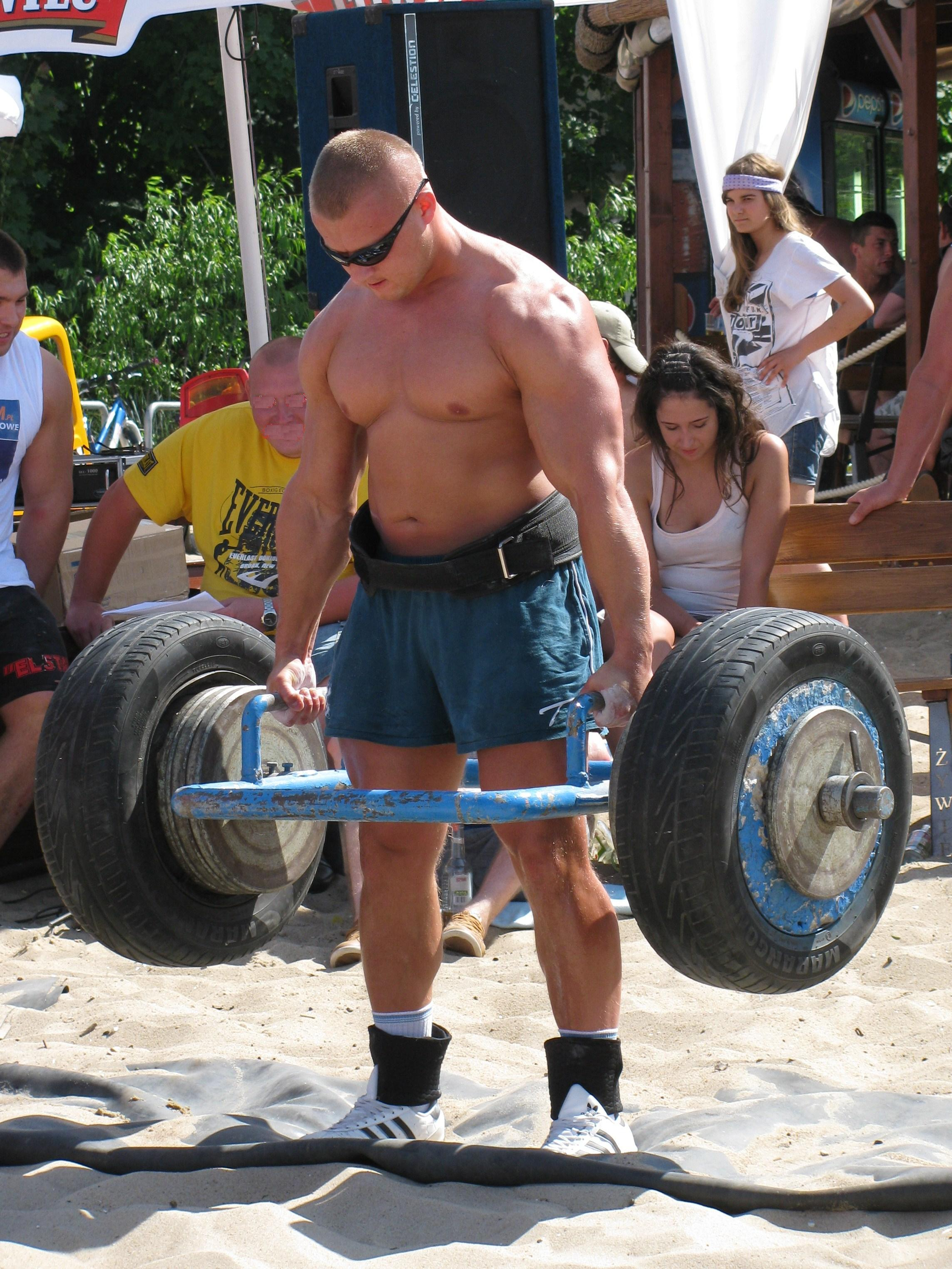
Kacnerski w konkurencji: trzymanie na czas, 2011

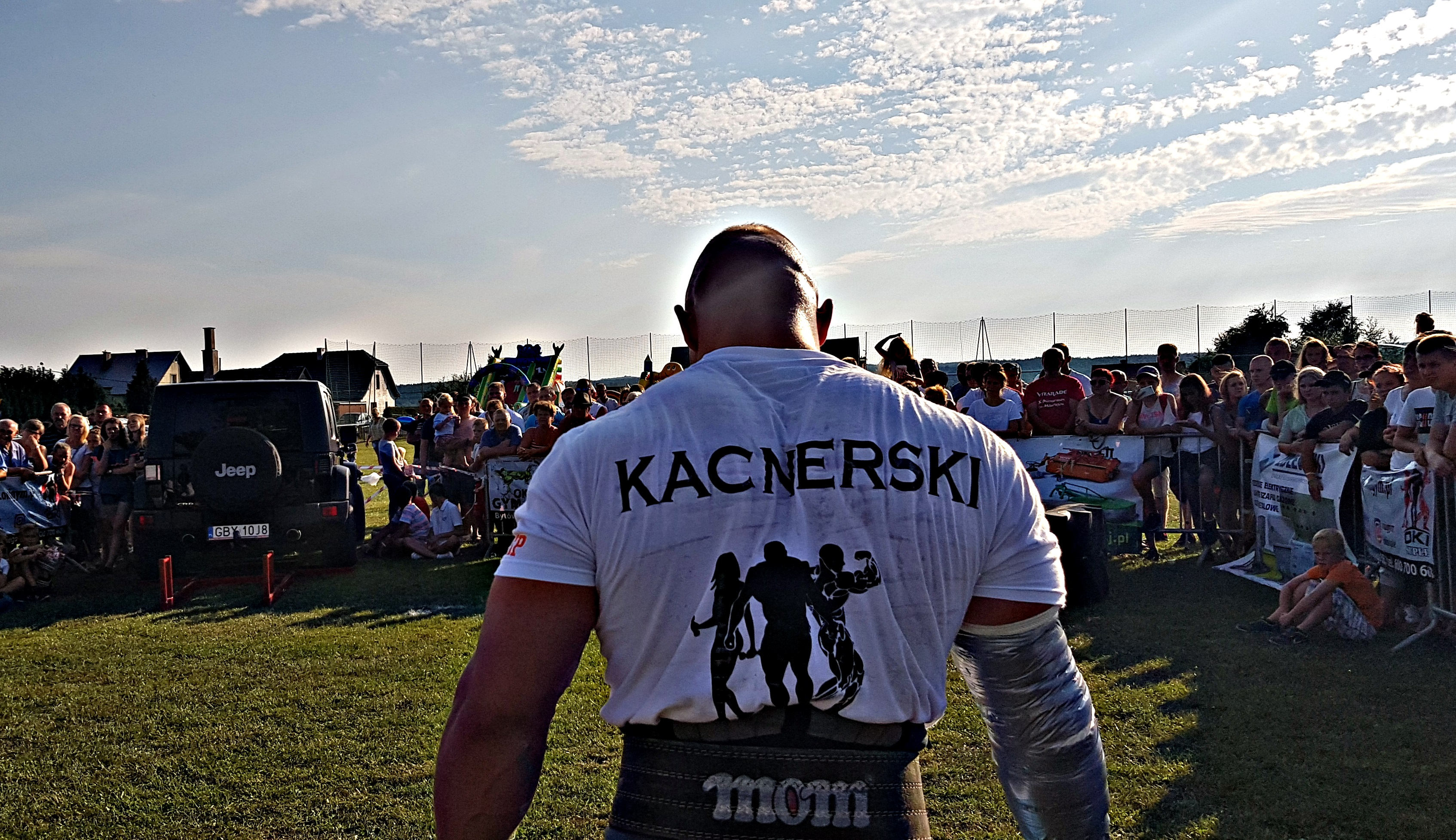
Puchar Polski Strongman w Borzytuchomiu 2018

Krzysztof Kacnerski (ur. 11 czerwca 1985 w Gdańsku) – polski strongman i trener personalny.

## Życiorys
Treningi siłowe rozpoczął w wieku osiemnastu lat. Trenował z czołowymi polskimi siłaczami: Lubomirem Libackim, Krzysztofem Schabowskim i Michałem Szymerowskim. Jako strongman zadebiutował podczas Amatorskich Zawodów w Łebie w 2007 roku, była to jego pierwsza wygrana. Jest Mistrzem Polski Amatorów (2007 rok Międzyzdroje, 2009 rok Zielona Góra, 2012 rok Gdańsk). Na arenie międzynarodowej zadebiutował w 2012 roku na licznych zawodach w Niemczech, startował również na Mistrzostwach Świata na Ukrainie w 2013 roku w kategorii do 110 kg (zajął piąte miejsce na szesnastu zawodników). Wicemistrzostwo Europy Strongman zdobył w tym samym roku w parach wraz z Mateuszem Ostaszewskim na Łotwie. Osiągnął również tytuł Wicemistrza Polski Strongman w kategorii do 105 kg (2015 rok Międzyzdroje), zapewniając sobie tym samym start w Mistrzostwach Świata – 105 kg Arnold Strongman Classic (2016 Columbus, Ohio Stany Zjednoczone – 10 miejsce na 50 uczestników). Rok 2018 był najgorszym w jego karierze sportowej, ponieważ zmagał się z licznymi kontuzjami, jednak do dzisiaj wielokrotnie wygrywa zawody Pucharowe w Polsce, jak i w Europie.
Kacnerski jest również wykwalifikowanym instruktorem i trenerem personalnym, czynnie wykonującym ten zawód.

## Wymiary
- Waga: 105/110/115 kg (w zależności od kategorii strongman)
- Wzrost: 180 cm
- Obwód bicepsa: 50 cm
- Obwód uda: 75 cm

## Rekordy życiowe
- Wyciskanie na klatkę piersiową: 220 kg
- Przysiad ze sztangą z tyłu: 300 kg
- Martwy ciąg, gryf: 350 kg
- Wyciskanie belki: 180 kg
- Wyciskanie na barki jednorącz, hantel: 110 kg
- Wyciskanie na barki jednorącz, hantel, ilość powtórzeń: 85 kg (19 razy)
- Dystans 20 m – Spacer buszmena: 450 kg
- Dystans 20 m – nosidło w paskach: 400 kg
- Dystans 1500 stopnie, zegar: 360 kg

## Osiągnięcia strongman
- Trzykrotny Mistrz Polski Strongman Amator – 2007 Międzyzdroje, 2009 Zielona Góra, 2012 Gdańsk,
- Wicemistrzostwo Europy Strongman w parach, Łotwa 2013,
- Start w Mistrzostwach Świata – 110 kg, Ukraina 2013, miejsce 5 / 16 zawodników,
- Wicemistrz Polski Strongman – 105 kg, Międzyzdroje 2015,
- Start w Mistrzostwach Świata – 105 kg, 2016 Arnold Classic Columbus Ohio Stany Zjednoczone – miejsce 10 / 50 zawodników,
- Start w Mistrzostwach Polski – 105 kg, Świebodzin 2020 – miejsce 6[8],
- Start w Mistrzostwach Polski – open, Inowrocław 2020 – miejsce 10[9],
- Start w Mistrzostwach Polski – 110 kg, Świebodzin 2022 – miejsce 3, brąz[10],
- Start w Mistrzostwach Polski – 110 kg, Świdwin 2023 – miejsce 1, złoto[11],
- Start w Mistrzostwach Polski – open, Inowrocław 2023 – miejsce 4[11],